# Championnats d'Europe de cyclisme sur piste 2014
Navigation
Apeldoorn 2013 Granges 2015
Les championnats d'Europe de cyclisme sur piste 2014 ont lieu du 16 au 19 octobre 2014 sur le Vélodrome Amédée Detraux à Baie-Mahault en Guadeloupe (Antilles françaises). Ils sont organisés par l'Union européenne de cyclisme.
Les 10 épreuves olympiques (vitesse, vitesse par équipes, keirin, poursuite par équipes et omnium  pour les hommes et les femmes), ainsi que neuf autres épreuves sont au programme de ces championnats d'Europe.
Les championnats d'Europe pour les juniors et les espoirs se sont déroulés du 22 au 27 juillet à Anadia au Portugal.

## Déroulement
Avec trois médailles d'or en trois épreuves, la Russe Anastasiia Voinova est la cycliste la plus titrée de ces championnats d'Europe, suivie par la Britannique Katie Archibald et ses deux médailles d'or remportées en poursuite individuelle et par équipes. Chez les hommes, l'Allemand Joachim Eilers s'adjuge deux médailles d'or et une d'argent. À domicile, la France termine quatrième au classement des médailles, avec six médailles dont deux titres. La Fédération autrichienne n'a envoyé que deux représentants, Andreas Graf et Andreas Müller, elle remporte grâce à ce duo le titre européen de la course à l'américaine. 
La Grande-Bretagne termine en tête du classement des médailles (8 médailles dont 6 titres), tandis que les Allemands ont gagné le plus de médailles (13 médailles dont 3 titres).  
La localisation de ces championnats d'Europe dans les Caraïbes est très critiqué. La Fédération néerlandaise a annoncé avoir communiqué avec d'autres associations nationales à l'UEC pour exprimer le mécontentement du choix de la Guadeloupe en raison des coûts associés. Les deux sélectionneurs allemands, Detlef Uibel (sprint) et Sven Meyer (endurance) se sont plaints publiquement que « la piste longue de 333 mètres et en béton est "loin" de la coutume internationale standard ». En outre, la température au-dessus des 30 degrés et une humidité élevée rendent les conditions extrêmement stressantes pour les athlètes. Les Fédérations, cependant, ont été contraints de participer à ces championnats puisqu'ils octroient des points qualificatifs pour les Jeux olympiques de 2016 à Rio de Janeiro.

## Calendrier

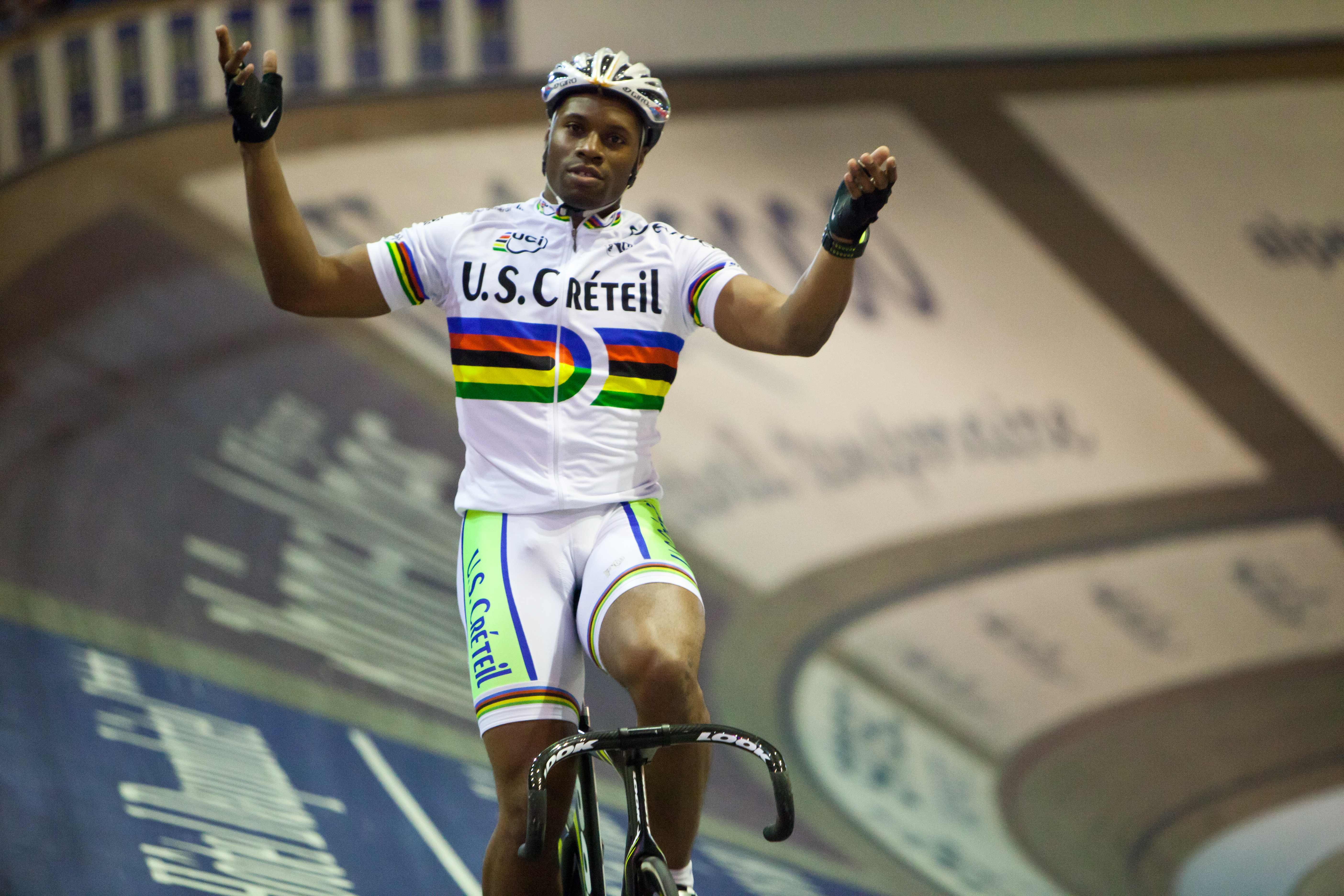
Les championnats d'Europe 2014 sont organisées sur le sol de la famille du champion du monde Grégory Baugé, originaire de Guadeloupe.

| Jeudi 16 octobre - Vitesse par équipes hommes - Poursuite par équipes hommes - Scratch hommes - Vitesse par équipes femmes - Poursuite par équipes femmes - Course aux points femmes Vendredi 17 octobre - Course aux points hommes - Scratch femmes | Samedi 18 octobre - Kilomètre hommes - Vitesse individuelle hommes - Poursuite individuelle hommes - Omnium hommes - 500 mètres femmes - Vitesse individuelle femmes Dimanche 19 octobre - Keirin hommes - Américaine hommes - Keirin femmes - Poursuite individuelle femmes - Omnium femmes |  |

## Résultats

### Épreuves masculines
| Épreuves               | Or                                                                   | Or             | Argent                                                               | Argent         | Bronze                                                               | Bronze         |
| ---------------------- | -------------------------------------------------------------------- | -------------- | -------------------------------------------------------------------- | -------------- | -------------------------------------------------------------------- | -------------- |
| Kilomètre              | Callum Skinner                                                       | 1 min 2 s 399  | Joachim Eilers                                                       | 1 min 2 s 474  | Quentin Lafargue                                                     | 1 min 2 s 734  |
| Keirin                 | Joachim Eilers                                                       |                | Matthijs Büchli                                                      |                | Denis Dmitriev                                                       |                |
| Vitesse individuelle   | Grégory Baugé                                                        |                | Damian Zielinski                                                     |                | Robert Förstemann                                                    |                |
| Vitesse par équipes    | Allemagne Robert Förstemann Tobias Wächter Joachim Eilers            | 59 s 602       | France Grégory Baugé Kévin Sireau Michaël D'Almeida                  | 59 s 820       | Russie Pavel Yakushevskiy Denis Dmitriev Nikita Shurshin             | 1 min 0 s 061  |
| Poursuite individuelle | Andrew Tennant                                                       | 4 min 32 s 686 | Alexander Evtushenko                                                 | 4 min 34 s 954 | Kersten Thiele                                                       | 4 min 32 s 878 |
| Poursuite par équipes  | Royaume-Uni Edward Clancy Jonathan Dibben Owain Doull Andrew Tennant | 4 min 11 s 545 | Allemagne Henning Bommel Theo Reinhardt Nils Schomber Kersten Thiele | 4 min 12 s 342 | Russie Alexey Kurbatov Ievgueni Kovalev Ivan Kovalev Alexander Serov | 4 min 13 s 318 |
| Course aux points      | Benjamin Thomas                                                      | 37 pts         | Liam Bertazzo                                                        | 30 pts         | Henning Bommel                                                       | 24 pts         |
| Américaine             | Autriche Andreas Graf Andreas Müller                                 | 1 tour (6 pts) | Belgique Otto Vergaerde Kenny De Ketele                              | 21 pts         | France Morgan Kneisky Vivien Brisse                                  | 18 pts         |
| Scratch                | Otto Vergaerde                                                       |                | Eloy Teruel                                                          |                | Edward Clancy                                                        |                |
| Omnium                 | Elia Viviani                                                         | 219 pts        | Jonathan Dibben                                                      | 198 pts        | Unai Elorriaga Zubiaur                                               | 179 pts        |

### Épreuves féminines
| Épreuves               | Or                                                                | Or             | Argent                                                                           | Argent         | Bronze                                                                       | Bronze         |
| ---------------------- | ----------------------------------------------------------------- | -------------- | -------------------------------------------------------------------------------- | -------------- | ---------------------------------------------------------------------------- | -------------- |
| 500 mètres             | Anastasiia Voinova                                                | 34 s 242       | Elis Ligtlee                                                                     | 34 s 776       | Miriam Welte                                                                 | 34 s 842       |
| Keirin                 | Kristina Vogel                                                    |                | Elena Brezhniva                                                                  |                | Shanne Braspennincx                                                          |                |
| Vitesse individuelle   | Anastasiia Voinova                                                |                | Tania Calvo Barbero                                                              |                | Kristina Vogel                                                               |                |
| Vitesse par équipes    | Russie Elena Brezhniva Anastasiia Voinova                         | 44 s 341       | Allemagne Miriam Welte Kristina Vogel                                            | 44 s 623       | Pays-Bas Elis Ligtlee Shanne Braspennincx                                    | 45 s 302       |
| Poursuite individuelle | Katie Archibald                                                   | 3 min 40 s 136 | Mieke Kröger                                                                     | 3 min 42 s 153 | Vilija Sereikaitė                                                            | 3 min 45 s 811 |
| Poursuite par équipes  | Royaume-Uni Katie Archibald Elinor Barker Ciara Horne Laura Trott | 4 min 38 s 391 | Russie Tamara Balabolina Irina Molicheva Aleksandra Goncharova Evgenia Romanyuta | 4 min 45 s 364 | Italie Simona Frapporti Beatrice Bartelloni Tatiana Guderzo Silvia Valsecchi | 4 min 42 s 018 |
| Course aux points      | Eugenia Bujak                                                     | 21 pts         | Kelly Druyts                                                                     | 14 pts         | Elena Cecchini                                                               | 14 pts         |
| Scratch                | Evgenia Romanyuta                                                 |                | Laurie Berthon                                                                   |                | Elena Cecchini                                                               |                |
| Omnium                 | Laura Trott                                                       | 199 pts        | Jolien D'Hoore                                                                   | 198 pts        | Anna Knauer                                                                  | 167 pts        |

## Tableau des médailles
| Rang  | Nation      | Or | Argent | Bronze | Total |
| ----- | ----------- | -- | ------ | ------ | ----- |
| 1     | Royaume-Uni | 6  | 1      | 1      | 8     |
| 2     | Russie      | 4  | 3      | 3      | 10    |
| 3     | Allemagne   | 3  | 4      | 6      | 13    |
| 4     | France      | 2  | 2      | 2      | 6     |
| 5     | Belgique    | 1  | 3      | 0      | 4     |
| 6     | Italie      | 1  | 1      | 3      | 5     |
| 7     | Pologne     | 1  | 1      | 0      | 2     |
| 8     | Autriche    | 1  | 0      | 0      | 1     |
| 9     | Pays-Bas    | 0  | 2      | 2      | 4     |
| 10    | Espagne     | 0  | 2      | 1      | 3     |
| 11    | Lituanie    | 0  | 0      | 1      | 1     |
| Total | Total       | 19 | 19     | 19     | 57    |